# Savigny-Poil-Fol
Savigny-Poil-Fol is een gemeente in het Franse departement Nièvre (regio Bourgogne-Franche-Comté) en telt 135 inwoners (2009). De plaats maakt deel uit van het arrondissement Château-Chinon (Ville).

## Geografie
De oppervlakte van Savigny-Poil-Fol bedraagt 16,6 km², de bevolkingsdichtheid is 7,8 inwoners per km².
De onderstaande kaart toont de ligging van Savigny-Poil-Fol met de belangrijkste infrastructuur en aangrenzende gemeenten.

## Demografie
Onderstaande figuur toont het verloop van het inwonertal (bron: INSEE-tellingen).